# Jan Polák (Fußballspieler, 1981)
Jan Polák (* 14. März 1981 in Brünn) ist ein tschechischer Fußballspieler auf der Position eines Mittelfeldspieler.

## Vereinskarriere
Von seinem ersten Verein FC Tatran Bohunice wechselte Polák zum FC Zbrojovka Brünn. Sein Debüt in der tschechischen ersten Liga gab er am 20. März 1998 im Alter von 17 Jahren und sechs Tagen. Zbrojovka Brno unterlag im Derby dem FC Petra Drnovice mit 0:4. Nach 124 Spielen und fünf Toren wechselte Polák im Sommer 2002 für etwa 20 Millionen tschechische Kronen zum FC Slovan Liberec, bei dem er einen Vierjahresvertrag unterschrieb.
In drei Jahren spielte er 65-mal national und 17-mal international für Liberec. Zuletzt war er Stammspieler und wurde zum besten Spieler der Hinrunde in der Liga gewählt, bevor er zur Saison 2005/06 von Slovan Liberec zum Bundesligisten 1. FC Nürnberg wechselte. Sein Debüt gab er am 6. August 2005 (1. Spieltag) bei der 0:3-Niederlage im Auswärtsspiel gegen den Hamburger SV; sein erstes Bundesligator erzielte er am 2. Mai 2006 (32. Spieltag) beim 5:2-Sieg im Heimspiel gegen Borussia Mönchengladbach zum zwischenzeitlichen 2:2 in der 60. Minute. Mit dem FCN gewann Polák in der Spielzeit 2006/07 den DFB-Pokal.
Anfang August 2007 wechselte Polák zum Brüsseler Klub RSC Anderlecht. In seinem ersten Jahr gewann er mit dem Verein seinen zweiten Landespokal in Folge und auch im Jahr darauf war er Stammspieler im defensiven Mittelfeld. In der Liga wurde Anderlecht in beiden Jahren Vizemeister. In der Saison 2009/10 holte sich der belgische Rekordmeister seinen 30. Meistertitel. Der Tscheche fiel allerdings nach einem Kreuzbandriss kurz nach Saisonstart lange aus und kam nur auf vier Einsätze. Im Jahr darauf spielte Polák in der Hinrunde wieder regelmäßig, aber als er in der Winterpause ein Angebot des VfL Wolfsburg bekam, der nach unbefriedigendem Saisonverlauf eine Verstärkung suchte, wechselte er Ende Januar 2011 zurück in die deutsche Bundesliga.
Bei den Niedersachsen kam er danach auch regelmäßig zum Einsatz und in seinem zehnten Saisonspiel am 16. April 2011 (30. Spieltag) erzielte er mit dem Treffer zum 2:2 in der 89. Minute im Heimspiel gegen den FC St. Pauli auch sein erstes Bundesligator für den VfL. Nur in den letzten beiden Spielen, als sich der Klassenverbleib der Wölfe entschied, wurde er nicht aufgeboten.
Zur Saison 2014/15 kehrte Polák zum 1. FC Nürnberg zurück. Im Sommer 2016 kehrte Polak nach zwei Jahren beim 1. FC Nürnberg zurück zu seinem früheren Jugendverein FC Zbrojovka Brünn.

## Nationalmannschaft
Polák absolvierte von der U-15-Auswahl bis zum U-21-Nationalteam insgesamt 106 Einsätze für tschechische Nachwuchsmannschaften. Im Jahr 2002 gewann der Mittelfeldspieler mit der U-21-Nationalmannschaft die Europameisterschaft. Bereits 1999 hatte Polák mit nur 18 Jahren in der A-Nationalmannschaft debütiert. Nach einem weiteren Einsatz im Jahr 2000 dauerte es fünf Jahre, ehe Polák erneut berufen wurde. Bei seiner Rückkehr am 9. Februar 2005 schoss Polák auch sein erstes Tor im Dress der Nationalmannschaft und verhalf seiner Mannschaft zu einem 3:0-Sieg über die Slowenische Fußballnationalmannschaft in Celje. Bereits im nächsten Spiel am 26. März 2005, einem 4:3-Sieg über die Finnische Fußballnationalmannschaft in der Qualifikation zur Fußball-Weltmeisterschaft 2006, traf Polák erneut. Auch im übernächsten Spiel, einem 8:1-Sieg gegen die Andorranische Fußballnationalmannschaft, traf der Mittelfeldspieler ins gegnerische Tor. Seinen ersten Doppelpack erzielte Polák am 7. September 2005 beim 4:1-Erfolg der Tschechen gegen die Armenische Fußballnationalmannschaft in Olmütz. Mit Tschechien nahm Polák an der Weltmeisterschaft 2006 in Deutschland und an der Fußball-Europameisterschaft 2008 in Österreich und der Schweiz teil.
Polák absolvierte bis März 2011 57 Länderspiele für Tschechien, in denen er sieben Tore erzielte. In der erfolgreichen Qualifikation für die Fußball-Weltmeisterschaft 2006 erzielte er in zehn Spielen vier Tore.

## Erfolge
- Belgischer Meister: 2009/10 (mit dem RSC Anderlecht)
- Belgischer Pokalsieger: 2007/08 (mit dem RSC Anderlecht)
- Deutscher Pokalsieger: 2006/07 (mit dem 1. FC Nürnberg)